# Велорикша (фильм, 1995)
«Велорикша» (фр. Cyclo, вьет. Xích lô, кит. 三輪車伕) — фильм 1995 года, сценаристом и режиссёром которого является французский режиссёр вьетнамского происхождения Чан Ань Хунг.
«Велорикша» — второй фильм из так называемой «вьетнамской кинотрилогии» Чан Ань Хунга.

## Сюжет
Действие фильма происходит в середине 1990-х годов в Хошимине — бывшем «Сайгоне», южном мегаполисе Вьетнама. Герои не имеют имён, только прозвища, показывающие их характер.
Почти десять лет прошло с того момента, как вьетнамское руководство объявило о начале проведения вьетнамской «перестройки» (Дой Мой), и страна снова открылась для капиталистических отношений. Впрочем, на юге Вьетнама, за двадцать лет социализма о них, похоже, ещё не успели забыть.
Нескончаемые потоки велосипедистов ежедневно мчатся во всех направлениях по раскалённым улицам Хошимина. Главный герой — 18-летний Велорикша зарабатывает на жизнь нелегким трудом. Его отец тоже был рикшей и погиб под колёсами грузовика. Вся семья оказалась в бедственном положении. 18-летний Велорикша мечтает избавиться от своей профессии и пытается честно зарабатывать, но в каждом районе есть своя банда, его избили и отобрали повозку. Чтобы выплатить деньги за арендуемую повозку, Велорикша вынужден согласиться на грязную работу для мафии. Он хочет стать членом уличной банды.
У Велорикши есть Сестра. У Сестры есть любовь, но это роковая любовь к сутенёру Поэту. Поэт тоже влюблен в Сестру и соблазняет её продаться в публичный дом, обещая, что там она останется девственницей. Но обещание не сбывается, и Поэту приходится жестоко убить клиента.
На вьетнамском языке «Велорикша» звучит как «Ситьло». В прозвище главного героя и в оригинальном французском названии картины «Cyclo» просматривается второй смысл. К концу фильма мы понимаем, что стали свидетелями некоего круговорота, событийного «цикла» в жизни главного героя, который возвращает его к тому же, с чего всё и началось, но только более опытным, повзрослевшим и умудрённым жизнью. Восточный, созерцательный подтекст этого фильма как бы говорит нам, что все идёт вперёд и все возвращается на круги своя.

## В ролях
| Актёр           | Роль                   |
| --------------- | ---------------------- |
| Ле Ван Лок      | «Велорикша» («Ситьло») |
| Чан Ны Йен Кхе  | «Сестра»               |
| Тони Люн Чу Вай | «Поэт»                 |
| Ньы Куинь       | «Мадам»                |
| Нгуен Хоанг Фук | «Зуб»                  |
| Нго Куанг Хай   | «Нож»                  |
| Чинь Тхинь      | «Фут-фетишист»         |
| Тю Хынг         | «Элегантный вор»       |

## Награды
- «Золотой лев» и премия ФИПРЕССИ на 52-м Венецианском кинофестивале[2].
- «Премия Жоржа Делерю за лучшую музыку к фильму» и «Гран-при за лучший фильм» на конкурсе «Влияние музыки на фильм» Гентского международного кинофестиваля во Фландрии[3].

## Дополнительные факты
- Фильм был запрещён к показу во Вьетнаме, так как, по мнению органов цензуры, режиссёр подверг свою родную страну слишком явной критике[1][4].